# Svjedoci – priče
Svjedoci – priče je skupni studijski album slovenskega rock izvajalca Zorana Predina in hrvaškega pevca Arsena Dedića. Izšel je leta 1989 pri založbi Diskoton. Leta 2009 je izšla še remasterizirana CD izdaja pri založbi Dallas Records.

## Glasba
Dedić in Predin sta posvetila vsak po eno pesem: "Kartonski kofer" je posvečena "Momi", "Naj ti poljub nariše ustnice" pa "Renati".

## Seznam pesmi
| Stran A | Stran A                        | Stran A     | Stran A      | Stran A |
| Št.     | Naslov                         | Besedilo    | Glasba       | Dolžina |
| ------- | ------------------------------ | ----------- | ------------ | ------- |
| 1.      | „Čekaj me‟                     | Arsen Dedić | Zoran Predin | 5:06    |
| 2.      | „Kantautor‟                    | Dedić       | Predin       | 3:44    |
| 3.      | „Kartonski kofer‟              | Dedić       | Dedić        | 4:17    |
| 4.      | „Naj ti poljub nariše ustnice‟ | Predin      | Predin       | 5:00    |

| Stran B         | Stran B                | Stran B         | Stran B         | Stran B |
| Št.             | Naslov                 | Besedilo        | Glasba          | Dolžina |
| --------------- | ---------------------- | --------------- | --------------- | ------- |
| 5.              | „Pegasto dekle‟        | Elza Budau      | Jure Robežnik   | 3:02    |
| 6.              | „Sandra 1989‟          | Dedić           | Dedić           | 3:27    |
| 7.              | „Balada o prolaznosti‟ | Dedić           | Dedić           | 4:26    |
| 8.              | „Oteto iz tmine‟       | Jakša Fiamengo  | Dedić           | 3:16    |
| 9.              | „Domovina‟             | Janez Menart    | Dedić           | 4:01    |
| Skupna dolžina: | Skupna dolžina:        | Skupna dolžina: | Skupna dolžina: | 36:19   |

## Zasedba
- Zoran Predin — vokal, aranžmaji, produkcija
- Arsen Dedić — vokal, flavta, aranžmaji, produkcija
- skupina Strune — spremljevalni vokali
- Nino Mureškič — konge
- Bor Zuljan — kitara
- Vlado Kreslin — orglice
- Mirko Vuksanović — klaviature, aranžmaji, produkcija
- David Šuligoj - Šugo — programiranje
- Milko Lazar — saksofon
- Bora Đorđević — vokal (9)

Tehnično osebje
- Nedim Bačvić — oblikovanje
- Andrej Semolič — snemanje
- Damil Kalogjera — fotografiranje
- Aco Razbornik — miksanje